# Gagea gypsacea
Gagea gypsacea är en liljeväxtart som beskrevs av Igor Germanovich Levichev. Gagea gypsacea ingår i Vårlökssläktet och i familjen liljeväxter. Inga underarter finns listade.